# Interkantonaler Rückversicherungsverband
Der Interkantonale Rückversicherungsverband (IRV) wurde im Jahr 1910 gegründet. Er bietet Rückversicherungsleistungen in den Bereichen Feuer- und Elementarschäden an. Als interkantonale, öffentlich-rechtliche Körperschaft ist der IRV nicht gewinnorientiert und ausschliesslich für die Kantonalen Gebäudeversicherungen (KGV) in der Schweiz tätig.

## Tätigkeit
Im Bereich der Katastrophenschäden als Folge von Elementarereignissen kommt es zu einer solidarischen Risikoteilung unter allen Kantonalen Gebäudeversicherungen und dem IRV. Im Zentrum dieser solidarischen Risikoteilung steht die Interkantonale Risikogemeinschaft Elementar (IRG). Hierbei handelt es sich um einen Schadenpool, an dem sich 18 KGV und der IRV beteiligen. Ohne die IRG wären die Gebäudeversicherungen bei grossen Elementarschäden, die den konventionellen Rückversicherungsschutz übersteigen, auf sich alleine gestellt. Die Deckung des IRV umfasst das Risikopotential der Gebäudeversicherungen. Der IRV ist somit Teil eines umfassenden Sicherheitssystems zugunsten der Schweizer Bevölkerung.
Zu den weiteren Tätigkeitengehören die Beratung der KGV in Risikofragen, langfristige statistische Analysen, Auswertungen relevanter Schadenereignisse, aber auch die Bewirtschaftung von Kapitalanlagen sowie von Wohn- und Gewerberäumlichkeiten.